# Neoempheria magna
Neoempheria magna är en tvåvingeart som beskrevs av Wu och Yang 1993. Neoempheria magna ingår i släktet Neoempheria och familjen svampmyggor. Inga underarter finns listade i Catalogue of Life.